# Casa Senyorial de Cēre
La Casa Senyorial de Cēre (en letó: Cēres muižas pils) és una casa senyorial a la històrica regió de Curlàndia, a la parròquia de Cēre del municipi de Kandava a l'oest de Letònia. Va ser convertida en la seva forma actual a la dècada de 1860 d'acord amb el disseny de l'arquitecte Teodors Zeilers. Des de 1921 l'edifici allotja l'escola primària Cere.